# JM (jornal)
JM é um jornal diário matutino português, cobrindo a Região Autónoma da Madeira. É publicado pela Empresa Jornal da Madeira (EJM), desde 1 de setembro de 2015, tendo sucedido ao Jornal da Madeira.
Em junho de 2015, o matutino madeirense Jornal da Madeira, publicado pela EJM, e detido em 99,98% pelo Governo Regional da Madeira, e o restante pela Diocese do Funchal, antiga proprietária daquele jornal, apresentava um passivo de 52 milhões de euros. A reestruturação e privatização da empresa e do matutino por ela publicado havia sido uma das bandeiras eleitorais do PSD Madeira nas eleições regionais que tiveram lugar nesse ano.
Logo após a tomada de posse, a 20 de abril de 2015, o Governo Regional da Madeira iniciou um processo de reestruturação da EJM, empresa detentora do Jornal da Madeira, então com um capital social de 4,3 milhões de euros e custando cerca de três milhões de euros anuais ao Orçamento Regional, visando a sua privatização. Na sequência do processo foram dispensados mais de duas dezenas dos 55 trabalhadores, tendo a Diocese do Funchal optado por cessar a sua participação na sociedade.
Na sequência desse processo, a 1 de setembro desse ano surgiu nas bancas um novo matutino, o JM, tendo o Governo Regional anunciado a intenção de privatizar a empresa, assumindo o passivo de 52 milhões de euros e nela investindo 1,1 milhões de euros em 2016.
Em março de 2016, a venda do JM encontrava-se em fase de negociação prévia.
Em fevereiro de 2017, foi inscrita uma verba de 300 mil euros no Orçamento da Região para 2017, correspondente ao que o JM, titulado pela Região, teria direito caso pudesse candidatar ao programa “MEDIARAM”, destinado a meios de comunicação regionais privados.
Em abril de 2017, o executivo decidiu a venda da empresa por 10 mil euros ao agrupamento 'Radio Girão e ACIN', com compromisso de investimento de um milhão de euros na modernização do produto com capitais próprios. O agrupamento é composto pela Rádio Girão, ligada ao grupo AFA -- Avelino Farinha e Agrela, e a ACIN, empresa de base tecnológica que desenvolve, gere e explora plataformas especificamente criadas para a cloud, com sede no concelho da Ribeira Brava.
Em 2017, o JM tinha um quadro de pessoal com 24 pessoas, nove das quais jornalistas.
Em janeiro de 2018, o jornal transferiu-se para uma nova sede, no rés-do-chão de um edifício da rua 5 de Outubro, no Funchal, inaugurada pelo presidente do Governo Regional da Madeira, Miguel Albuquerque.
Em 2018, o JM era dirigido por Agostinho Silva, sendo propriedade dos empresários Luís Sousa e Avelino Farinha.